# Eilean Sùbhainn
Eilean Sùbhainn är en ö i Storbritannien.   Den ligger i kommunen Highland och riksdelen Skottland, i den nordvästra delen av landet, 800 km nordväst om huvudstaden London. Arean är 118 kvadratkilometer. I omgivningarna runt Eilean Sùbhainn växer i huvudsak barrskog.